# Список крупнейших компаний Турции по версии Forbes (2013)
Список крупнейших компаний Турции составлен на основе рейтинга Forbes Global 2000. По состоянию на 2013 год крупнейшими компаниями были:
| Название компании                           | Сфера деятельности | Оборот (млрд долл.) | Активы (млрд долл.) | Число сотрудников (тыс. человек) | Штаб-квартира |
| ------------------------------------------- | --- | ------------------- | ------------------- | -------------------------------- | ------------- |
| Koç Holding                                 | Частный конгломерат (автомобили, бытовая техника, продукты, розничная торговля, энергетика, финансовые услуги, туризм, строительство, информационные технологии)   | 47,1                | 61,1                | 81,0                             | Стамбул       |
| Türkiye İş Bankası                          | Финансовые услуги | 12,4                | 112,7               | 26,0                             | Стамбул       |
| Garanti Bank                                | Финансовые услуги (совместное предприятие Doğuş Holding и Banco Bilbao Vizcaya Argentaria)                                                                         | 9,8                 | 99,2                | 17,2                             | Стамбул       |
| Akbank                                      | Финансовые услуги (совместное предприятие Sabanci Holding и Citigroup)                                                                                             | 8,2                 | 91,6                | 16,5                             | Стамбул       |
| Sabanci Holding (Hacı Ömer Sabancı Holding) | Частный конгломерат (финансовые услуги, страхование, шинны, цемент, розничная торговля, энергетика, туризм, информационные технологии, телекоммуникации, сигареты) | 14,6                | 98,3                | 57,4                             | Стамбул       |
| Halkbank (Halk Bankası)                     | Финансовые услуги | 6,2                 | 61,0                | 15,0                             | Анкара        |
| VakıfBank (Türkiye Vakıflar Bankası)        | Финансовые услуги | 6,3                 | 60,6                | 12,2                             | Стамбул       |
| Turk Telekom                                | Телекоммуникации (совместное предприятие Saudi Oger и Казначейства Турции)                                                                                         | 7,1                 | 9,5                 | 37,5                             | Анкара        |
| Turkcell                                    | Телекоммуникации (совместное предприятие Çukurova Holding и TeliaSonera)                                                                                           | 5,9                 | 10,5                | 13,9                             | Стамбул       |
| Turkish Airlines (Türk Hava Yolları)        | Авиаперевозки | 8,3                 | 10,5                | 19,1                             | Стамбул       |
| Enka                                        | Строительство, недвижимость, розничная торговля, энергетика | 5,7                 | 8,2                 | 21,3                             | Стамбул       |
| Anadolu Efes                                | Пиво, прохладительные напитки, соки, солод, стеклянная тара | 3,6                 | 6,5                 | 19,0                             | Стамбул       |
| BIM Birlesik Magazalar (Birleşik Mağazalar) | Розничная торговля | 5,5                 | 1,2                 | 20,9                             | Стамбул       |
| Ford Otosan                                 | Автомобили, автокомплектующие (совместное предприятие Koç Holding и Ford)                                                                                          | 5,5                 | 2,6                 | 6,6                              | Измит         |